# 珍妮佛·勞倫斯
珍妮佛·雪拉德·勞倫斯（1990年8月15日—），美國女演員，生於美國肯塔基州印第安希尔斯，第85屆奧斯卡金像獎最佳女主角獎得主，影史上第二年輕的影后。2008年，她憑電影《愛火燎原》贏得第65屆威尼斯影展最佳新人奬。她在全球電影票房總收入已超過57億美元，她是2015年與2016年全世界收入最高的女演員，2013年《時代雜誌》世界最具影響力100人名單，並且出現在2014年與2016年的《富比世》雜誌世界百大名人權力榜。
2010年，珍妮花·羅倫絲因電影《冰封之心》而獲得第83屆奥斯卡金像獎最佳女主角提名，這是她首次獲得該項提名。2012年，珍妮佛·勞倫斯憑藉著在《派特的幸福劇本》中的出色表現為自己贏得第85屆奧斯卡金像獎最佳女主角獎和第70屆金球獎音樂喜劇類最佳女主角獎，她也以22歲6個月9天的紀錄躍升成為了影史上第二年輕的影后，僅次於1986年以電影《悲憐上帝的女兒》獲獎的瑪麗·麥特琳，瑪麗·麥特琳封后時只有21歲7個月6天。
珍妮花·羅倫絲在《X戰警：第一戰》、《X戰警：未來昔日》、《X戰警：天啟》和《X戰警：黑鳳凰》中飾演了年輕版本的魔形女，她在《飢餓遊戲》系列電影中飾演女主角凱妮絲·艾佛丁，是最賣座的反極權政府英雄角色。

## 早期生活
珍妮佛在美国肯塔基州印第安希尔斯出生。她有两个哥哥，珍妮佛的父亲是加里·勞倫斯（Gary Lawrence），他曾拥有一家水泥建设公司，母親是凱倫·科赫（Karen Koch），她经营一个儿童营地。珍妮佛曾在本地剧院演出，并在14岁时决定从事演艺事业。她劝说自己的父母将她带到纽约寻找一位艺人经纪人。
在好莱坞成功之前，珍妮佛参加了，并以3.9的GPA提前两年从高中毕业以开始她的演员生涯。
在成长過程中，珍妮佛曾在演出空檔期間到她母亲的儿童日夏令营擔任助理护士。

## 事业

### 早期事業
勞倫斯的演藝生涯在透納廣播公司的喜劇比爾恩格沃家庭秀開始。

### 2010年至今

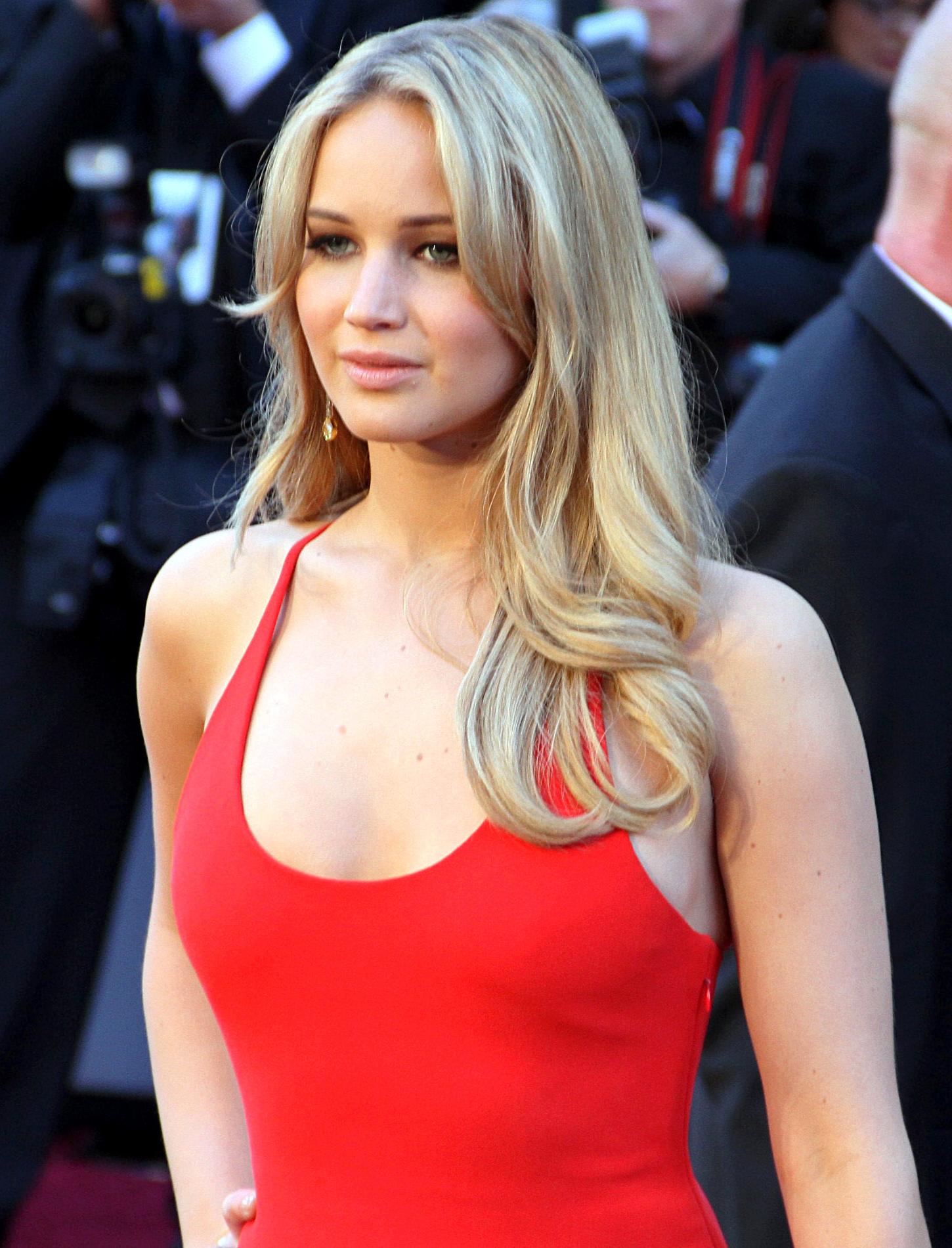
2011年，在第83屆奧斯卡金像獎紅毯上的珍妮佛·勞倫斯

2010年，珍妮佛主演了原著由黛布拉·格蘭尼克的改編電影《冰封之心》，廣泛被認為是因為勞倫斯突破性的演出，從而使該電影贏得了2010年日舞影展的最佳電影獎。此外，珍妮佛亦因為此片獲得了國家評論協會的突破女演員獎。其後，於2011年1月25日，珍妮佛被提名為第83屆奧斯卡最佳女主角獎的入圍名單之一。因此珍妮佛成為了史上第三年輕的奧斯卡最佳女主角獎提名者。
2011年6月，珍妮佛在《X戰警：第一戰》飾演了年輕版本的魔形女，《X戰警：第一戰》商業上很成功，賺得全球總票房3億5千萬美元。她又在2014年上映的《X戰警：未來昔日》中演出。另外亦主演了於2012年9月在美國上映的驚慄片《街角兇宅》。
於2011年11月，珍妮佛參演了由大衛·歐·羅素導演的愛情喜劇，改編自馬修·奎克的同名小說《派特的幸福劇本》，飾演一名丧偶的年轻寡妇。珍妮佛在這部電影的演出受到廣泛好評，先后获得美国演员工会奖、第70届金球奖音乐或喜剧类以及第85屆奧斯卡金像獎最佳女主角奖。
2011年3月，珍妮佛獲邀參演由暢銷飢餓遊戲同名小說改編的飢餓遊戲首部曲，飾演女主角凯妮絲·艾佛丁。為了這部電影，珍妮佛接受了一連串體能訓練，如箭術、攀石、爬樹及格鬥等等。飢餓遊戲在2012年3月23日在北美上映後即打破北美周末票房非續集電影史上第三的紀錄，三天內票房收入為1.52億美元，全球總票房為6億9千萬美元，獲得巨大成功，使珍妮佛成為最賣座動作女英雄。
珍妮佛的演出再次受到廣泛好評，並於2012年9月10日開始拍攝《飢餓遊戲：星火燎原》，於2013年11月22日上映，全球票房收获8.3亿美元，其中北美以4.094亿的成绩成为年度票房冠军。
2014年主演《飢餓遊戲：自由幻夢Ⅰ》。同年，珍妮佛以《瞞天大佈局》獲得第71屆金球獎電影類最佳女配角獎、第67屆英國電影學院獎最佳女配角獎。2015年主演《飢餓遊戲：自由幻夢 終結戰》。同年主演传记片《奋斗的乔伊》让她再次获得第73届金球奖音乐喜剧类最佳女主角，并提名第88届奥斯卡金像奖最佳女主角。
2018年，珍妮佛出席電影《红雀》宣傳活動時所穿的裙裝被各界斥責並認為不恰當，及後，她對別人對她的衣著的評語感到不滿，在Facebook反擊道「這不單止荒謬，更覺得完全被冒犯了，那條Versace裙子禮服美極了，你覺得我捨得穿上大衣、圍上頸巾嗎？我在外面拍照只有5分鐘，就算下雪，我都會站出去，因為我愛時裝，這是個人選擇！」「就算凍，這也是我的選擇。」她直言部分網民性別歧視，這不是真正的女性主義，認為批評她的人應好好關注有意義的議題，為了她的衣著而過度反應，這無助社會進步。

## 个人生活

### 關係
珍妮佛·勞倫斯的职业生涯最初的几年居住在纽约，也曾居住在加利福尼亚州比佛利山。珍妮佛自2011年起與拍攝《X戰警：第一戰》的同片演员尼可拉斯·霍特约会，两人于2013年1月分手，6個月後2013年7月復合。2014年8月初，珍妮佛宣布與尼可拉斯·霍特和平分手。

### 私密照片洩露事件
2014年8月31日晚，美國貼圖討論版網站4Chan曝光了數位好萊塢女星的私密照片，包括了珍妮佛·勞倫斯、克里斯汀·鄧斯特、維多利亞·嘉絲蒂以及凱特·阿普頓及其男友賈斯丁·韋蘭德等多位當红女星。其中有各個時期的珍妮佛更衣室半裸自拍等多達60餘張的隐私照片。據報導此次私密照片泄露為駭客入侵iCloud儲存空間漏洞盜取圖片所致。珍妮佛的發言人表示將採取法律手段追究責任。

### 婚姻及家庭
2019年2月，珍妮佛·勞倫斯宣布和交往一年多、大她6歲的畫廊藝術總監庫奇·馬洛尼（Cooke Maroney）訂婚，並在2019年9月18日（GMT+8早上8點）低調辦理結婚登記；兩人的長子於2022年出生，第二個孩子於2025年出生。

## 演出作品
| 年份    | 片名                                                            | 角色                                             | 备注          |
| ------- | --------------------------------------------------------------- | ------------------------------------------------ | ------------- |
| 2006    | Company Town                                                    | Caitlin                                          | 电视电影      |
| 2006    | 神探阿蒙 Monk                                                   | Masco                                            | 1集           |
| 2007    | 铁证悬案 Cold Case                                              | Abby Bradford                                    | 1集           |
| 2007    | The Donald Gray Show                                            | Frantic girl                                     | 电视电影      |
| 2007–08 | 灵媒辑凶 Medium                                                 | Claire Chase/Young Allison                       | 2集; 不同角色 |
| 2007–09 | The Bill Engvall Show                                           | Lauren Pearson                                   | 30集          |
| 2008    | 花園聚會 Garden Party                                           | Tiff                                             |               |
| 2008    | 撲克屋 The Poker House                                          | Agnes                                            |               |
| 2008    | 愛火燎原 The Burning Plain                                      | Mariana                                          |               |
| 2009    | 你所知道的惡魔 Devil You Know                                   | Young Zoe                                        |               |
| 2010    | 冬天的骨头 Winter's Bone                                        | Ree Dolly                                        |               |
| 2011    | 海狸先生 The Beaver                                             | Norah                                            |               |
| 2011    | 愛瘋了 Like Crazy                                               | Sam                                              |               |
| 2011    | X戰警：第一戰 X-Men: First Class                                | 瑞雯·達克霍／魔形女 Raven Darkholme / Mystique   |               |
| 2012    | 地下弒 House at the End of the Street                           | Elissa                                           |               |
| 2012    | 飢餓遊戲 The Hunger Games                                       | 凱妮絲·艾佛丁 Katniss Everdeen                   |               |
| 2012    | 乌云背后的幸福线 The Silver Linings Playbook                    | Tiffany                                          |               |
| 2013    | The Devil You Know                                              | Young Zoe Hughes                                 |               |
| 2013    | 飢餓遊戲：星火燎原 The Hunger Games 2: Catching Fire            | 凱妮絲·艾佛丁 Katniss Everdeen                   |               |
| 2013    | 瞞天大佈局 American Hustle                                      | Rosalyn Rosenfeld                                |               |
| 2014    | X戰警：未來昔日 X-Men: Days of Future Past                      | 瑞雯·達克霍／魔形女 Raven Darkholme / Mystique\| |               |
| 2014    | 瞞天殺機 Serena                                                 | Serena Shaw / Pemberton                          |               |
| 2014    | 飢餓遊戲：自由幻夢Ⅰ The Hunger Games: Mockingjay - Part 1       | 凱妮絲·艾佛丁 Katniss Everdeen                   |               |
| 2015    | 飢餓遊戲：自由幻夢 終結戰 The Hunger Games: Mockingjay - Part 2 | 凱妮絲·艾佛丁 Katniss Everdeen                   |               |
| 2015    | 翻轉幸福 Joy                                                    | Joy Mangano                                      |               |
| 2016    | X戰警：天啟 X-Men: Apocalypse                                   | 瑞雯·達克霍／魔形女 Raven Darkholme / Mystique   |               |
| 2016    | 美麗星球 A Beautiful Planet                                     | 旁白                                             | 紀錄片        |
| 2016    | 星際過客 Passengers                                             | Aurora Lane                                      |               |
| 2017    | 母親！ mother！                                                 | Mother                                           |               |
| 2018    | 紅雀 Red Sparrow                                                | 多明尼加·伊戈洛娃 Dominika Egorova               |               |
| 2019    | X戰警：黑鳳凰 X-Men: Dark Phoenix                               | 瑞雯·達克霍／魔形女 Raven Darkholme / Mystique   |               |
| 2021    | 千萬別抬頭 Don't Look Up                                        | 凱特·迪比亞斯基 Kate Dibiasky                    |               |
| 2022    | 橋之彼端 Causeway                                               | 琳賽 Lynsey                                      |               |
| 2023    | 調教你處男 No Hard Feelings                                     | 梅狄 Maddie                                      |               |
| 2025    | 去死吧，我的爱 Die, My Love                                     | 格蕾丝 Grace                                     |               |